# 幻のドードーを探せ
幻のドードーを探せ（Dough for the Do-Do）は、1949年9月2日に公開されたアメリカの映画会社のワーナー・ブラザースの短編アニメシリーズ「メリー・メロディーズ」の作品であり、1938年に公開された短編アニメ映画『Porky in Wackyland』をカラーリメイクした作品である。主演はポーキー・ピッグ。監督はフリッツ・フレレングが務めた。

## ストーリー
絶滅した幻の鳥ドードーを捕獲するためにアフリカ奥地の"へんてこランド"にやってきたポーキー。奇妙な住人たちに翻弄されつつ探索していると、「ドードーの情報はこちら」という看板を見つける。
案内役が出してくれたトンネルをくぐると、そこには1匹のドードーが。ポーキーが「き、君が最後のドードー？」と聞くと「そうさ」と返事した。
あの手この手でドードーを捕まえようとするポーキーだが、なかなか上手くいかない。しかし、自身がドードーに変装し、「ぼ、僕は最後のドードー、六兆ドルの価値があるんだ」とおびき寄せ、それを聞いたドードーは手錠をかけて「金持ちだ！最後のドードーを捕まえたぞ」と大喜びするが変装を解いたポーキーは「金持ちになるのは僕だ」と逆に引っ張られ、ついに捕獲に成功し、大喜びで帰ってゆくポーキー。しかし、実はドードーは絶滅しておらず、「あれが最後のドードーだってさ」と笑いながら踊りだすのであった。

## キャスト
| キャラクター     | 担当声優 (オリジナル版) | 担当声優 (現行吹き替え版) |
| ---------------- | ----------------------- | ------------------------- |
| ポーキー・ピッグ | メル・ブランク          | 龍田直樹                  |
| ドードー         | メル・ブランク          | 田野めぐみ                |
| 赤いモンスター   | メル・ブランク          | 原語流用                  |
| 輪ゴム           | メル・ブランク          | 原語流用                  |
| ドアのアナウンス | メル・ブランク          | 玄田哲章                  |
| 囚人             | メル・ブランク          | チョー                    |
| ナレーション     | なし                    | 梅津秀行                  |

## 映像ソフト化
- ルーニー・テューンズコレクション ダフィー&ポーキー 特別版